# Bơi tại Đại hội Thể thao Đông Nam Á 2007
Giải bơi tại Đại hội Thể thao Đông Nam Á 2007 diễn ra từ ngày 7 đến ngày 11 tháng 12 năm 2007 với 32 nội dung thi đấu.

## Xếp hạng theo quốc gia
| Hạng | Đoàn        | Vàng | Bạc | Đồng | Tổng |
| ---- | ----------- | ---- | --- | ---- | ---- |
| 1    | Singapore   | 11   | 9   | 6    | 26   |
| 2    | Philippines | 8    | 3   | 7    | 18   |
| 3    | Malaysia    | 7    | 8   | 8    | 23   |
| 4    | Thái Lan    | 5    | 7   | 8    | 20   |
| 5    | Việt Nam    | 1    | 0   | 1    | 2    |
| 6    | Indonesia   | 0    | 5   | 2    | 7    |
| Tổng | Tổng        | 32   | 32  | 32   | 96   |

## Các kỷ lục được xác lập
Tổng cộng có 12 kỷ lục bơi được xác lập tại Sea Games lần này.

## Bảng huy chương

### Nam
| Nội dung                        | Vàng                                                                               | Vàng     | Bạc                                                                               | Bạc      | Đồng                                                                        | Đồng     |
| ------------------------------- | ---------------------------------------------------------------------------------- | -------- | --------------------------------------------------------------------------------- | -------- | --------------------------------------------------------------------------- | -------- |
| 50 m tự do nam                  | Coakley Daniel                                                                     | 22.80    | C.Napasaen Arwut                                                                  | 23.24    | Ong Russell                                                                 | 23.51    |
| 100 m tự do nam                 | Tay Zhirong Bryan                                                                  | 51.23    | Bego Daniel                                                                       | 51.53    | Uy Kendrick                                                                 | 52.16    |
| 200 m tự do nam                 | Bego Daniel                                                                        | 1:52.32  | Tay Zhirong Bryan                                                                 | 1:52.98  | Molina Miguel                                                               | 1:53.59  |
| 400 m tự do nam                 | T.Worakiart Tharnnawat                                                             | 3:59.08  | Cheah Mingzhe Marcus                                                              | 3:59.61  | Arabejo Ryan                                                                | 3:59.81  |
| 1500 m tự do nam                | Arabejo Ryan                                                                       | 15:53.16 | T.Worakiart Tharnnawat                                                            | 15:58.92 | Cheah Mingzhe Marcus                                                        | 16:07.99 |
| 100 m bơi ngửa nam              | Ong Zach                                                                           | 59.46    | Sutanto Glenn                                                                     | 59.56    | Đỗ Huy Long                                                                 | 59.60    |
| 200 m bơi ngửa nam              | Arabejo Ryan                                                                       | 2:05.82  | Ong Zach                                                                          | 2:08.17  | Cheah Mingzhe Marcus                                                        | 2:09.32  |
| 100 m bơi ếch nam               | Nguyễn Hữu Việt                                                                    | 1:03.73  | A.Paiwan Worrawuti                                                                | 1:03.95  | Matjiur Radomyos                                                            | 1:04.66  |
| 200 m bơi ếch nam               | Molina Miguel                                                                      | 2:18.11  | Arfianto Billy                                                                    | 2:20.87  | A.Paiwan Worrawuti                                                          | 2:21.32  |
| 100 m bơi bướm nam              | Bego Daniel                                                                        | 54.33    | Walsh James                                                                       | 55.47    | Wibowo Andy                                                                 | 55.59    |
| 200 m bơi bướm nam              | Walsh James                                                                        | 2:00.45  | Utomo Donny                                                                       | 2:00.81  | Bego Daniel                                                                 | 2:03.97  |
| 200 m 4 kiểu bơi nam            | Molina Miguel                                                                      | 2:05.50  | Matjiur Radomyos                                                                  | 2:09.12  | Nasution Muhammad                                                           | 2:09.25  |
| 400 m 4 kiểu bơi nam            | Molina Miguel                                                                      | 4:28.85  | Nasution Muhammad                                                                 | 4:28.91  | Lim Zhi Cong                                                                | 4:40.42  |
| 4x100 m tự do tiếp sức nam      | Singapore Tay Zhirong Bryan Ong Russell Tan Xue-wei Sy Shirong Jeffrey             | 3:26.70  | Philippines Uy Kendrick Coakley Daniel Walsh James Molina Miguel                  | 3:27.70  | Thái Lan P.Watana Thany Kittipute Kunanon Suksuphak Suriya Matjiur Radomyos | 3:32.59  |
| 4x200 m tự do tiếp sức nam      | Singapore Cheah Mingzhe Marcus Tay Zhirong Bryan Thum Bing Ming Lim Wen Hao Joshua | 7:38.62  | Thái Lan Kittipute Kunanon T.Worakiart Tharnnawat Matjiur Radomyos P.Watana Thany | 7:43.26  | Malaysia Lim Kevin Chang Eric Bego Daniel Yeap Kevin                        | 7:43.28  |
| 4x100 m 4 kiểu bơi tiếp sức nam | Philippines Molina Miguel Coakley Daniel Walsh James Arabejo Ryan                  | 3:49.28  | Indonesia Wibowo Andy Sutanto Glenn Yudhianto Herry Sam Bera Richard              | 3:51.72  | Singapore Tan Jin Leonard Tan Xue-Wei Tay Zhirong Bryan Ong Zach            | 3:52.14  |

### Nữ
| Nội dung                       | Vàng                                                                                | Vàng    | Bạc                                                                                | Bạc     | Đồng                                                                                | Đồng    |
| ------------------------------ | ----------------------------------------------------------------------------------- | ------- | ---------------------------------------------------------------------------------- | ------- | ----------------------------------------------------------------------------------- | ------- |
| 50 m tự do nữ                  | Chui Lai Kwan                                                                       | 26.63   | Leung Chii Lin                                                                     | 26.79   | P.Muenwai Natnapa                                                                   | 26.80   |
| 100 m tự do nữ                 | J.Krajang Natthanan                                                                 | 57.55   | Quah Ting Wen                                                                      | 58.14   | P.Yosophon Jiratida                                                                 | 58.45   |
| 200 m tự do nữ                 | J.Krajang Natthanan                                                                 | 2:03.00 | Quah Ting Wen                                                                      | 2:03.55 | Totten Erica                                                                        | 2:05.75 |
| 400 m tự do nữ                 | Khoo Cai Lin                                                                        | 4:18.20 | J.Krajang Natthanan                                                                | 4:20.01 | S.Vatana Rutai                                                                      | 4:22.55 |
| 800 m tự do nữ                 | Khoo Cai Lin                                                                        | 8:47.80 | Lim Shu-en Lynette                                                                 | 8:56.19 | Lew Yih Wey                                                                         | 9:00.43 |
| 100 m bơi ngửa nữ              | Tao Li                                                                              | 1:04.05 | Lim Jia Yi Shana                                                                   | 1:04.74 | Chai Sook Fun                                                                       | 1:06.03 |
| 200 m bơi ngửa nữ              | Lew Yih Wey                                                                         | 2:17.39 | T.Soonthorn Nimitta                                                                | 2:20.84 | Lim Jia Yi Shana                                                                    | 2:21.43 |
| 100 m bơi ếch nữ               | Teo Wei-min Nicolette                                                               | 1:10.15 | Siow Yi Ting                                                                       | 1:12.65 | Pangilinan Jaclyn                                                                   | 1:13.57 |
| 200 m bơi ếch nữ               | Teo Wei-Min Nicolette                                                               | 2:31.96 | Siow Yi Ting                                                                       | 2:32.55 | Pangilinan Jaclyn                                                                   | 2:39.16 |
| 100 m bơi bướm nữ              | Tao Li                                                                              | 1:00.33 | Los Santos Louisa                                                                  | 1:02.08 | Liew Marellyn                                                                       | 1:02.25 |
| 200 m bơi bướm nữ              | Tao Li                                                                              | 2:15.63 | Totten Erica                                                                       | 2:16.79 | Hii Siew Siew                                                                       | 2:20.71 |
| 200 m 4 kiểu bơi nữ            | Siow Yi Ting                                                                        | 2:18.52 | Tao Li                                                                             | 2:20.80 | T.Soonthorn Nimitta                                                                 | 2:21.22 |
| 400 m 4 kiểu bơi nữ            | Quah Ting Wen                                                                       | 4:53.90 | Siow Yi Ting                                                                       | 4:54.11 | Lew Yih Wey                                                                         | 4:55.86 |
| 4x100 m tự do tiếp sức nữ      | Thái Lan Prachgosin Pannika P.Yosophon Jiratida T.Tiranan Pilin J.Krajang Natthanan | 3:51.86 | Malaysia Gan Heidi Leung Chii Lin Khoo Cai Lin Siow Yi Ting                        | 3:54.91 | Philippines Totten Erica Gandionco Georgina Pangilinan Jaclyn Santiago Nicole       | 4:01.72 |
| 4x200 m tự do tiếp sức nữ      | Thái Lan S.Vatana Rutai P.Yosophon Jiratida T.Tiranan Pilin J.Krajang Natthanan     | 8:20.77 | Singapore Lim Xiang Qi Amanda Lim Shu-en Lynette Ong Chui Bin Mylene Quah Ting Wen | 8:26.23 | Malaysia Gan Heidi Lew Yih Wey Khoo Cai Lin Ong Ming Xiu                            | 8:27.13 |
| 4x100 m 4 kiểu bơi tiếp sức nữ | Singapore Quah Ting Wen Lim Jia Yi Shana Tao Li Teo Wei-Min Nicolette               | 4:13.18 | Malaysia Leung Chii Lin Chai Sook Fun Siow Yi Ting Los Santos Louisa               | 4:19.33 | Thái Lan Saraikarn Phantira K.Chaiwong Wenika P.Muenwai Natnapa J.Krajang Natthanan | 4:25.00 |